# Ільїнська сільська рада (Україна)
| Ільїнська сільська рада — орган місцевого самоврядування у Чернігівському районі Запорізької області з адміністративним центром у с. Ільїне. Дата утворення: 1962 рік. По території, підпорядкованій даній сільській раді, протікають ріки Чокрак, Юшанли. Сільській раді підпорядковані населені пункти: - с. Ільїне - с. Калинівка - с. Олександрівка - с. Тарасівка - с-ще Красне |

## Склад ради
Рада складається з 12 депутатів та голови. Партійний склад: Самовисування — 7, «Радикальна партія Олега Ляшка» — 2, БПП «Солідарність» — 2, «Наш край» — 1.

### Керівний склад ради
| ПІБ                             | Основні відомості                                                         | Дата обрання | Дата звільнення |
| ------------------------------- | ------------------------------------------------------------------------- | ------------ | --------------- |
| Залецький Олександр Каземирович | Сільський голова, 1959 року народження, освіта, безпартійний              | 26.03.2006   | 31.10.2010      |
| Залецький Олександр Каземирович | Сільський голова, 1959 року народження, освіта вища, член Партії регіонів | 31.10.2010   | 25.10.2015      |
| Залецький Олександр Каземирович | Сільський голова, 1959 року народження, освіта вища, безпартійний         | 25.10.2015   |                 |

Примітка: таблиця складена за даними джерела